# Foundation for Economic Education
La Foundation for Economic Education (FEE) est un groupe de réflexion économique américain conservateur et libertarien,,. Fondée en 1946 à New York, la FEE a désormais son siège à Atlanta, en Géorgie. Elle est membre du State Policy Network,.

## Vision de la fondation
La FEE déclare que sa mission est de promouvoir les principes de « liberté individuelle, économie de marché, entrepreneuriat, propriété privée et gouvernement limité ». 
Friedrich Hayek a décrit l'objectif de la FEE comme   « rien de plus ni de moins que la défense de notre civilisation contre l'erreur intellectuelle ».